# ریوسوک نانوی
 ریوسوک نانوی (انگلیسی: Ryosuke Nunoi؛ ۱۸ ژانویهٔ ۱۹۰۹ – ۲۱ ژوئیهٔ ۱۹۴۵) یک تنیس‌باز اهل ژاپن بود.